# Tatbestandsirrtum
Der Tatbestandsirrtum (lateinisch ignorantia facti: „Unkenntnis der Wahrheit“), auch Tatumstandsirrtum, ist eine der im Strafrecht auftretenden Irrtumsformen. Er ist auf der Ebene des strafrechtlichen Tatbestandes angesiedelt. Die rechtliche Behandlung seiner Erscheinungsformen wird vorwiegend gegenüber dem Verbotsirrtum abgegrenzt.

## Dogmatik
Voraussetzung des Tatbestandsirrtums ist die Unkenntnis eines tatsächlich vorhandenen Tatbestandsmerkmals. Er behandelt damit das Abweichen der Tätervorstellung von der Realität. Wer bei der Begehung einer Tat einen Umstand nicht kennt, der zum gesetzlichen Tatbestand der Strafvorschrift gehört, handelt nicht vorsätzlich (§ 16 Abs. 1 Satz 1 StGB). Hiervon unberührt bleibt gegebenenfalls eine Strafbarkeit wegen Fahrlässigkeit. Ein Tatbestandsirrtum liegt somit vor, wenn der Täter die Tatbestandsmerkmale eines Straftatbestandes objektiv verwirklicht, ohne dass sich sein Tatvorsatz darauf erstreckt. Der kognitive Täterhorizont lässt sich so beschreiben: „Er weiß nicht (genau), was er tut.“
Abgrenzung: Genauso wie die Unkenntnis eines vorhandenen Tatbestandsmerkmals kann beim Täter auch die irrige Annahme eines tatsächlich nicht vorhandenen Tatbestandsmerkmals vorliegen. Statt sich „zu wenig“ vorzustellen, stellt er sich ein „Zuviel“ vor. Hierbei handelt es sich um einen sogenannten umgekehrten Tatbestandsirrtum, der als untauglicher Versuch der Versuchsstrafbarkeit unterfällt.
Ein Tatbestandsirrtum liegt beispielsweise vor, wenn jemand aus dem Gasthaus einen fremden Regenschirm aus dem Schirmständer mitnimmt, weil dieser dem eigenen zum Verwechseln gleicht. Nach den objektiven Straftatbestandsmerkmalen des § 242 StGB liegen damit die Voraussetzungen für einen vollendeten Diebstahl vor, denn der Täter hat eine fremde bewegliche Sache weggenommen. Subjektiv glaubte er aber, dass der Schirm ihm gehörte, er also nicht fremd sei. Der Betroffene irrt sich über einen Umstand, auf den sich das Tatbestandsmerkmal fremd bezieht. Beim Tatbestandsirrtum weicht der objektive vom subjektiven Tatbestand ab (so genannte Inkongruenz). Trotz Verwirklichung der objektiven Voraussetzungen einer Strafvorschrift wird der Täter nach § 16 Abs. 1 Satz 1 StGB nicht wegen (vorsätzlicher) Begehung der Tat bestraft. In der Konsequenz fehlt damit auch die Teilnahmefähigkeit gemäß § 26 und § 27 StGB, da eine teilnahmefähige Haupttat nicht vorliegt.
Auch ein Gehilfe kann sich über einen Tatbestand irren. Entscheidend ist hierbei die tatbestandliche Verwandtschaft und der Vorsatz, eine strafbare Unterstützungshandlung zu begehen. Der Irrtum führt nicht zum Entfall des Vorsatzes. Geht der Gehilfe etwa davon aus, für einen Dritten Cannabis nach Deutschland zu schmuggeln, obwohl es sich tatsächlich um Methamphetamin handelt, so macht er sich nach dem Konsumcannabisgesetz und nicht nach dem Betäubungsmittelgesetz strafbar.
Verbotsirrtümer nach § 17 StGB unterliegen der Prüfung ihrer Vermeidbarkeit. Darauf kommt es beim Tatbestandsirrtum nicht an. Der Grund liegt darin, dass der Täter den Sachverhalt hier gerade verkennt, ihn die Appellfunktion des Tatbestands somit gar nicht erreicht. Ein dahingehender Vorwurf, dass er den Sachverhalt hätte erkennen müssen, kann allenfalls zur Strafbarkeit wegen eines Fahrlässigkeitsdelikts führen, wobei Voraussetzung ist, dass das Gesetz einen Fahrlässigkeitstatbestand überhaupt vorsieht. Entfällt der Vorsatz nach § 16 Abs. 1 Satz 2 StGB, so bleibt der (vermeidbare) Fahrlässigkeitsvorwurf davon unberührt. Im Ausgangsfall gibt es keinen fahrlässigen Diebstahl, anders aber gäbe es beispielsweise eine fahrlässige Körperverletzung.
Die von § 16 StGB geforderte „Kenntnis“ der Tatumstände verlangt keine juristische Subsumtion. Es genügt, dass der Täter den natürlichen Sinngehalt eines Tatbestandsmerkmals erkennt. Die bloße Außerfunktionssetzung einer Sache kommt einer Beschädigung oder Zerstörung nur nahe, kann aber eine Sachbeschädigung im Sinne von § 303 StGB darstellen, wie etwa das Öffnen von Autoreifenventilen. Die Unkenntnis der rechtlichen Tatbestandsmäßigkeit der Handlung führt zur Unbeachtlichkeit, wenn die Kenntnis der Tatsachen und des sozialen Bedeutungsgehaltes vorliegen. Normative Tatbestandsmerkmale stellen auf eine Parallelwertung in der Laiensphäre ab. Der Täter braucht die Fremdheit einer Sache (Eigentumslage) nicht beurteilen zu müssen, vorsätzliches Handeln liegt bereits vor, wenn der objektive Geschehensablauf im Wesentlichen mit dem übereinstimmt, was der Täter im Zeitpunkt der Tatbegehung erreichen wollte beziehungsweise billigend in Kauf genommen wurde.
Von strafdogmatischer Bedeutung ist noch der Irrtum über die Anwendbarkeit eines milderen Gesetzes (§ 16 Abs. 2 StGB). Quält z. B. ein Ausbilder einen 17-jährigen Auszubildenden körperlich und glaubt dabei, dass dieser schon 18 Jahre alt ist, wird er nicht wegen Misshandlung von Schutzbefohlenen bestraft, sondern „nur“ wegen Körperverletzung. Diese Vorschrift kam auch bei der straferleichterten Kindestötung gemäß dem bis 1998 geltenden § 217 StGB, der nur bei Tötung eines nichtehelichen Kindes galt, zur Anwendung. War die Täterin verheiratet und glaubte, dass das Kind im Ehebruch gezeugt wurde, obwohl es tatsächlich von ihrem Ehemann stammte, erfolgte die Bestrafung nach dem milderen § 217. Dagegen erfolgte im umgekehrten Irrtum Bestrafung aus dem Deliktsbereich der allgemeinen Tötungsdelikte (Mord, gemäß § 211 bzw. Totschlag, gemäß § 212 StGB).
Der Irrtum über „erfolgsqualifizierende Tatbestandsmerkmale“ führt bei Unkenntnis zur Unbeachtlichkeit, bei irriger Annahme zur Versuchsstrafbarkeit bezüglich des erfolgsqualifizierten Delikts.

## Sonderfall: error in persona vel objecto

### Täterschaft
Ein Sonderfall des Tatbestandsirrtums ist der sogenannte error in persona vel objecto. Der Taterfolg tritt in diesen Fällen am avisierten Objekt ein, dieses ist tatsächlich aber ein anderes als das vorgestellte. Der Täter irrt damit über die Identität des Handlungsobjektes. Allgemein gilt dabei, dass bei Gleichwertigkeit des Tatobjektes die Unbeachtlichkeit des Irrtums resultiert. In den wesentlichen Zügen stimmt nämlich das objektive Geschehen in der strafrechtlichen Würdigung mit dem überein, was nach Vorstellung des Täters auch geschehen sollte. Er irrt letztlich nur im Motiv (Motivirrtum). Bei Ungleichwertigkeit des Tatobjekts liegt hingegen kein Vorsatz vor, sodass auch in diesen Fällen allenfalls Fahrlässigkeit in Betracht kommt.
Das Abgrenzungskriterium für die strafrechtliche Beachtlichkeit liegt somit in der Frage der (Un-)gleichwertigkeit der Tatobjekte verborgen. Hierzu zwei Beispiele:
Beispiel 1: T will O erschießen und lauert ihm nachts auf dem Heimweg auf. M geht vorbei und wird von T für O gehalten. T erschießt M.
Beispiel 2: T will O erschießen und lauert ihm nachts auf dem Heimweg auf. Ms riesige Dogge läuft vorbei. Da ihm Büsche die Sicht verstellen, hält T den Hund für O. T erschießt Ms Dogge.
Im ersten Fall sind die Tatobjekte gleichwertig. Es handelt sich also um einen unwesentlichen Irrtum über Tatumstände, denn T wollte einen Menschen töten und hat einen Menschen getötet – und zwar den, auf den er gezielt hat (Abgrenzung zur regelmäßig strafbewehrten aberratio ictus). T kann also wegen vorsätzlicher, vollendeter Tat bestraft werden.
Im zweiten Fall handelt es sich um einen wesentlichen Irrtum über Tatumstände, denn die Tatobjekte sind nicht gleichwertig: T wollte einen Menschen töten und hat einen Hund getötet. Er handelte also nicht vorsätzlich. Bei ungleichwertigen Tatobjekten ist der Versuch hinsichtlich des beabsichtigten und Fahrlässigkeit hinsichtlich des getroffenen Tatobjekts zu prüfen.
Eine Sonderform des Tatbestandsirrtums stellt – je nach vertretener Auffassung – der Erlaubnistatumstandsirrtum dar. Dieser bezieht sich in gleicher Weise wie der Tatumstandsirrtum auf Umstände (den Sachverhalt), nur eben auf solche eines Rechtfertigungssatzes (z. B. Notwehr, § 32 StGB und Notstand, § 34 StGB).
In Fällen der mittelbaren Täterschaft vertritt die herrschende Meinung die Auffassung, dass sich der error in persona des Täters als Aberratio ictus darstellt, insbesondere dann, wenn der „Hintermann“ dem ausübenden „Vordermann“ keinen Auswahlspielraum überlässt. Ist die Tathandlung des Hintermanns andererseits dadurch geprägt, dass er dem ausübenden Vordermann die Individualisierung des Opfers überlässt, wird davon ausgegangen, dass der Irrtum des Vordermannes in der Motivwahl ebenfalls unbeachtlich ist.

### Teilnahme
Uneinheitlich wird die Frage beantwortet, wie sich der error in persona des Täters bei Anstiftung zu einer Tat auswirkt. Hierzu wird überwiegend die Auffassung vertreten, dass dies auch für den Anstifter unbeachtlich sei, wohingegen andere danach differenzieren, ob eine wesentliche oder eine unwesentliche Abweichung des tatsächlichen vom vorgestellten Tatgeschehen vorliegt. Die Konsequenz ist dabei die, dass eine wesentliche Abweichung zu einer Aberratio ictus des Anstifters führt. Streitig dabei ist, ob eine Anstiftung zur Versuchsstrafbarkeit oder eine versuchte Anstiftung zu bejahen ist. Eine unbeachtliche Abweichung des tatsächlichen vom vorgestellten Tatgeschehen wird hingegen für unbeachtlich gehalten.